# 100th Window
100th Window četvrti je studijski album britanskog sastava Massive Attack. Diskografska kuća Virgin Records objavila ga je 10. veljače 2003. godine. Od izvorne postave skupine na uratku se pojavio samo Robert Del Naja; Andrew Vowles napustio je grupu ubrzo nakon objave prethodnog albuma Mezzaninea (iz 1998.), dok je Grant Marshall odbio raditi na albumu. 100th Window skladali su i producirali Del Naja i Neil Davidge te na njemu pjevaju Horace Andy, Sinéad O'Connor i Damon Albarn (koji se pojavljuje kao 2D). Prvi je album Massive Attacka na kojem se ne pojavljuju semplovi, kao ni elementi jazza i jazz fuzije koji su bili prisutni na prvim dvama albumima: Blue Linesu (iz 1991.) i Protectionu (iz 1994.).

## Pozadina
Grupa je počela raditi na albumu početkom 2000. godine u studiju Christchurch Studios u Cliftonu, Bristolu. Za rad na albumu pozvala je Lupine Howl (skupinu koju su činili bivši članovi Spiritualizeda). U intervjuu iz studenog 2001. glavni pjevač Lupine Howla, Sean Cook, opisao je snimanje "vrlo eksperimentalnim ... uglavnom se sastojalo od minimalnih glazbenih petlji (loopova) i zvukova koje nam je u slušalice donosilo računalo u kontrolnoj sobi. Tad bismo improvizirali uz njih i to bi ih izmijenilo; ponekad bi zbog toga glazba odstupila od petlji, a ponekad bi te petlje počeli prožimati efekti, delay i slične stvari. Pokušali smo ih mijenjati na različite načine i vidjeti kako će to utjecati na našu izvedbu. U sobi je bilo i stroboskopsko svjetlo kojim su upravljali u kontrolnoj sobi. Upalili bi ga i ubrzali kako bi upravljali intenzitetom i pokušali utjecati na način na koji smo se igrali s osvjetljenjem. Dobro smo se zabavljali i osmislili neke dobre stvari. Sati i sati materijala koje su uzeli, izrezali, aranžirali i obradili ih na svoj način."
Na službenom forumu Massive Attacka Del Naja je 17. srpnja 2002. godine napisao da je nakon nekog vremena grupa postala „vrlo nezadovoljna oblikovanim glazbenim materijalom” i da je početkom 2002. odbacila veći dio materijala koji je dotad skladala. Zbog toga Lupine Howlu nisu bile pripisane nikakve zasluge na albumu. Međutim, jednu pjesmu koja je nastala u vrijeme tog izvornog snimanja, "Nature of Threat", kasnije se moglo preuzeti s internetske stranice Massive Attacka.

## Recenzije
U vrijeme objave 100th Window dobio je pozitivne kritike. Na web-stranici Metacritic, koja spaja ocjene recenzenata glavne struje u prosječnu ocjenu do 100 bodova, prosječna ocjena uratka je 75 na temelju 25 recenzija.
Prema Nielsen SoundScanu album je do 2010. godine u SAD-u bio prodan u više od 180.000 primjeraka.

## Popis pjesama
Tekstovi i glazba: Robert „3D” Del Naja i Neil Davidge, osim pjesama 2, 4 i 6, koje su napisali sa Sinéad O'Connor. 
| 1.    | »Future Proof«                                                            | 5:37  |
| 2.    | »What Your Soul Sings«                                                    | 6:37  |
| 3.    | »Everywhen«                                                               | 7:37  |
| 4.    | »Special Cases«                                                           | 5:09  |
| 5.    | »Butterfly Caught«                                                        | 7:33  |
| 6.    | »A Prayer for England«                                                    | 5:44  |
| 7.    | »Small Time Shot Away«                                                    | 7:57  |
| 8.    | »Name Taken«                                                              | 7:47  |
| 9.    | »Antistar« (sadrži bezimenu skrivenu skladbu koju se katkad naziva "LP4") | 19:40 |
| 73:52 |                                                                           |       |

## Zasluge
| Massive Attack - Robert Del Naja – vokali (na pjesmama 1, 5, 7 i 9); aranžman gudačkih glazbala, umjetnički direktor, dizajn, produkcija Dodatni glazbenici - Sinéad O'Connor – vokali (na pjesmama 2, 4 i 6) - Horace Andy – vokali (na pjesmama 3 i 8) - Alex Swift – klavijature, dodatno programiranje - Angelo Bruschini — gitara - Damon Reece – bubnjevi - Jon Harris – bas-gitara - Stuart Gordon – violina - Skaila Kanga – harfa - Craig Pruess – aranžman gudačkih glazbala, dirigiranje | Ostalo osoblje - Neil Davidge – produkcija, aranžman gudačkih glazbala - Lee Shephard – snimanje, tonska obrada - Mark „Spike” Stent – miksanje - Paul „P Dub” Walton – pomoć pri miksanju - David Treahearn – pomoć pri miksanju - Robert Haggett – pomoć pri miksanju - Tim Young – mastering - Mike Ross – snimanje - Tom Hingston – umjetnički direktor, dizajn - Nick Knight – fotografija |

## Ljestvice
| Ljestvica (2003.)      | Najviša pozicija |
| ---------------------- | ---------------- |
| Poljska                | 1                |
| Ujedinjeno Kraljevstvo | 1                |